# 윌핑

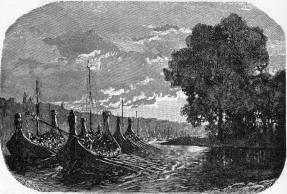
윌핑 일족의 함대.

윌핑 일족(고대 노르드어: Ylfing) 또는 울핑 일족(고대 영어: Wulfings)은 《베오울프》, 《위드시흐》, 그 외 여러 노르드어 사가들에 등장하는 강력한 씨족이며, 그 뜻은 "늑대의 일족"이라는 뜻이다. 《베오울프》를 비롯한 앵글로색슨 문헌에서는에는 울핑 일족이 어디 사는지 자세히 나오지 않지만, 노르드 문헌들에서는 윌핑 일족이 외스테르예틀란드의 동기트족을 지배하는 가문이었다고 한다.
《베오울프》에서 울핑 일족은 꽤 큰 비중을 갖고 있다. 주인공 베오울프의 아버지 에즈데오우는 웨그문드 일족 사람이었는데, 윌핑 일족 사람 하나를 죽였다가 개값을 물어주지 않았다고 그 책임을 지고 일족에서 쫓겨났다. 데인인의 왕 흐로드가르는 왕비 왜알흐세오우가 윌핑 일족 사람이었는데, 에즈데오우 대신 돈을 내주었다. 나중에 베오울프가 데인의 땅에 와서 괴물 그렌델을 퇴치하자 흐로드가르는 베오울프가 아버지의 빚을 대신 갚아 준 것이라고 받아들였다.
노르드어 문헌의 경우 《헤임스크링글라》와 《고대의 어떤 왕들의 사가 파편》에서 윌핑 일족이 등장한다. 주요 인물인 효르바르드와 그 아들 효르문드가 윌핑 일족 사람이다. 사가 뿐 아니라 에다 작품인 〈휜들라의 시〉나 〈시어법〉에도 등장하여 현명한 에이리크가 윌핑의 일족이라 한다. 그러나 뭐니뭐니 해도 가장 큰 활약을 하는 윌핑 일족 사람은 헬기 훈딩스베인이다. 헬기는 《고 에다》에 자기 이름이 제목에 걸린 이야기가 두 개(〈훈딩을 죽인 자 헬기의 첫 번째 서사시〉, 〈훈딩을 죽인 자 헬기의 두 번째 서사시〉)나 있으며, 《볼숭 일족의 사가》에서 그 이야기가 다시 변주된다.
샘 뉴턴, 루퍼트 브루스미트퍼드 등의 학자들은 이스트앵글리아의 우핑 왕가가 울핑 일족에서 비롯된 것이고, 《베오울프》가 처음 작사되어 노래로 불린 곳이 우핑 왕가의 궁전이 아니었겠냐는 학설을 제기하였다.

## 같이 보기
- 베오울프
- 시어법
- 헤임스크링글라
- 에다